# Hazelaarvouwmot
De hazelaarvouwmot (Phyllonorycter nicellii) is een nachtvlinder uit de familie Gracillariidae, de mineermotten. 
De spanwijdte is ongeveer 8 millimeter. 